# Evangelisch-Lutherisches Dekanat Thurnau
Das Evangelisch-Lutherische Dekanat Thurnau ist einer der 15 Dekanatsbezirke des Kirchenkreises Bayreuth. Dekanin ist Martina Beck. und ist das kleinste Dekanat mit 7.584 Gemeindegliedern (Stand Dezember 2024).
Die Kirchengemeinden des Dekanats liegen politisch vorwiegend im Landkreis Kulmbach. Kleinere Gebiete liegen in den Landkreisen Bamberg, Bayreuth und Lichtenfels.

## Geschichte
Die Förtsch waren Ministerialen der Walpoten. Seit 1244 nennen sie sich nach ihrem bis dahin genommenen Herrschaftssitz Thurnau. Wolf Förtsch erhielt für die Herrschaft Thurnau nach längeren Streitigkeiten die mit den Markgrafen von Bayreuth die Hochgerichtsbarkeit zurück, allerdings als bayreuthisches Lehen. Am 2. Februar 1546 wurde in Thurnau, Berndorf, Limmersdorf und Peesten die Reformation eingeführt. Am Karfreitag 1564 starben die Förtsch aus. Ursula, eine der drei Töchter, war mit Hans Friedrich von Künsberg und Barbara mit Hans Georg von Giech zu Buchau verheiratet. Es bildete sich ein Kondominat. Die Giech hatten damals ihren Hauptsitz in Buchau. In ihren Pfarreien führten sie den evangelischen Glauben ein: 1530 in Krögelstein, 1536 in Buchau, 1538 in Azendorf und um 1550 in Oberbrunn. In Buchau fand 1629–1649 die Gegenreformation vorübergehend statt, 1630 in Oberbrunn endgültig. Hutschdorf, Kasendorf, Langenstadt, Trumsdorf und Wonsees gehörten in der Reformationszeit zum Fürstentum Bayreuth und wurden 1528 evangelisch. Weismain war eine bambergische Pfarrei. Sie kam im Zweiten Markgrafenkrieg in Bayreuther Besitz und wurde nur vorübergehend bis zur Rückeroberung 1553 evangelisch.
Die Herren von Giech richteten 1678 für ihre Pfarreien, die damals eine eigene Landeskirche bildeten, ein Konsistorium ein. Es gab eine eigene Kirchenordnung und ein eigenes Gesangbuch. In der bayerischen Zeit ab 1810 wurde aus der Landeskirche ein Dekanat. Mit dessen Errichtung am 7. Dezember 1810 kamen zu den griechischen Pfarreien noch die bayreuthischen dazu. Zwischen 1815 und 1853 waren die bayreuthischen Pfarreien zwischenzeitlich abgetrennt worden, weil es Streitigkeiten bezüglich der Unterstellung Thurnaus unter das Bayreuther Konsistorium gab.

## Kirchengemeinden
Im Dekanatsbezirk leben zirka 7.500 Gemeindeglieder. Im Folgenden sind die fünf Pfarreien zu denen insgesamt zwölf Kirchengemeinden gehören, mit ihren Kirchen aufgeführt:
- Kirchengemeinde Buchau mit Weismain, St. Michael, Christuskirche
- Pfarrei Kasendorf
  - Kirchengemeinde Kasendorf, St. Johannes
  - Kirchengemeinde Peesten, St. Maria
- Pfarrei Krögelstein
  - Kirchengemeinde Krögelstein, evang.-luth. Pfarrkirche
  - Kirchengemeinde Azendorf, St. Kilian (Grubenkirche, Chorturmkirche, im Kern wohl spätromanisch)
  - Kirchengemeinde Hollfeld, Friedenskirche
- Pfarrei Thurnauer Land – Rotmaintal
  - Kirchengemeinde Berndorf, St. Georg
  - Kirchengemeinde Hutschdorf, St. Johannes der Täufer (2. Hälfte 16. Jh.)
  - Kirchengemeinde Langenstadt, Unsere Liebe Frau
  - Kirchengemeinde Limmersdorf, St. Johannes
  - Kirchengemeinde Thurnau, St. Laurentius
- Kirchengemeinde Trumsdorf-Wonsees, St. Michael in Trumsdorf, St. Nikolaus in Alladorf, St. Laurentius in Wonsees

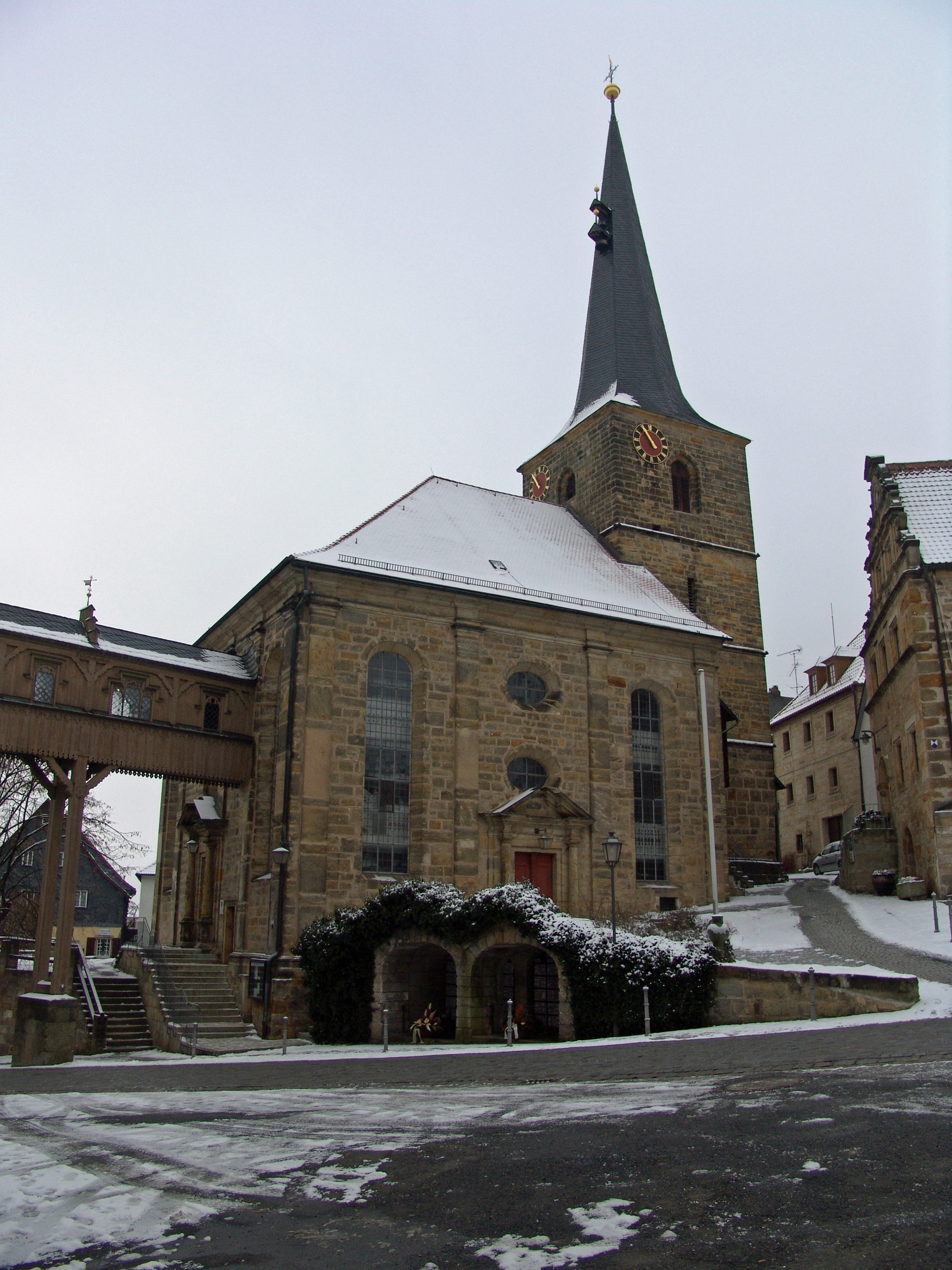
St. Laurentius (Thurnau)
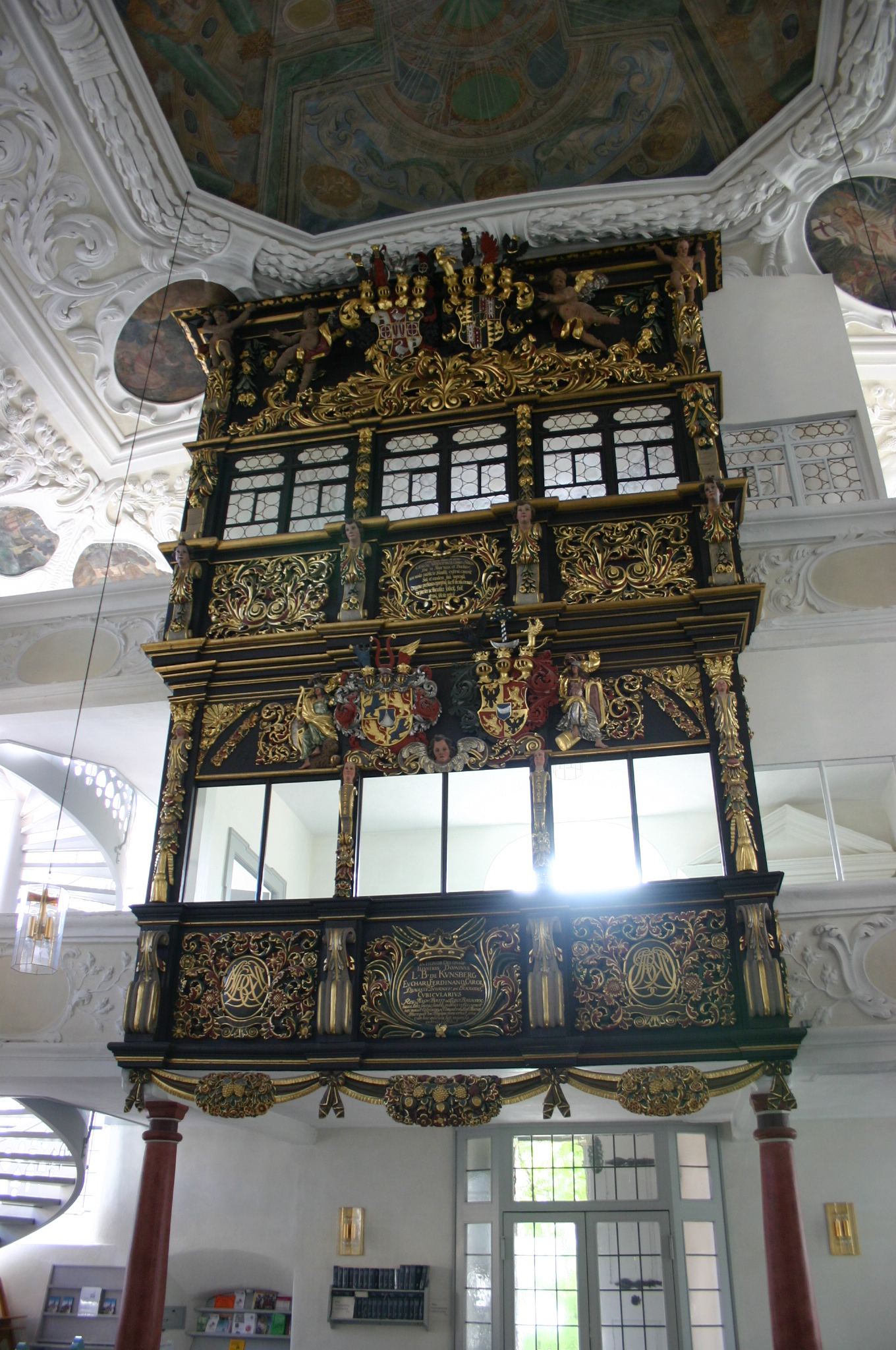
Die Patronatsloge in der St.-Laurentius-Kirche
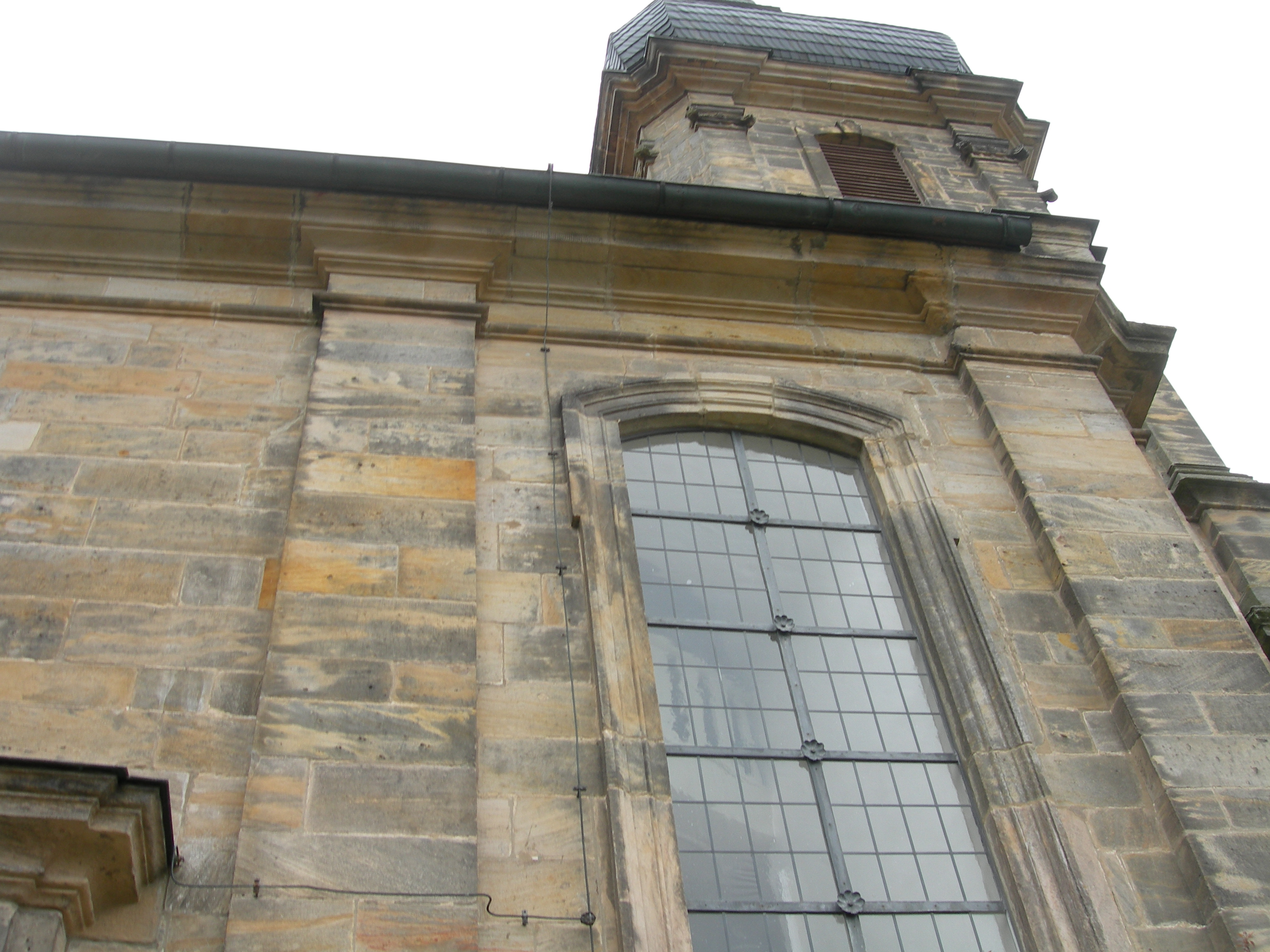
St. Georg (Berndorf)
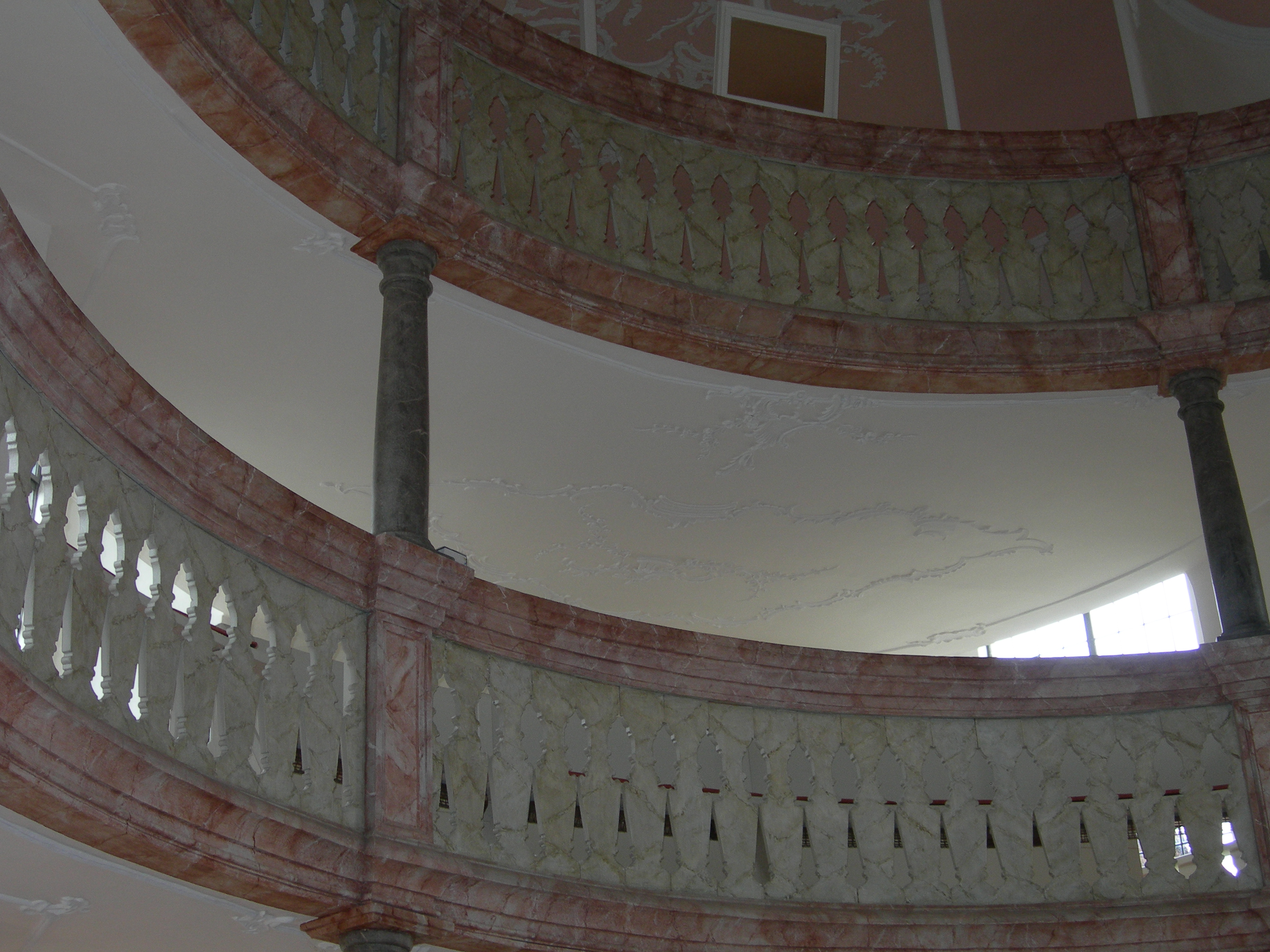
Die Empore der St.-Georg-Kirche